# 無螯下目
無螯下目（Achelata），也称无螯虾下目，是十足目抱卵亚目下的一個下目。

## 描述
無螯下目得名於其下的蝦沒有螯這一事實，“Achelata”來自希臘語，其中即為“沒有”之意，即chela為“螯”之意。它們擁有擴大的觸鬚，幼體則為特殊的葉形幼體。

## 分類
無螯下目包含龍蝦科和蟬蝦科這兩個現存科， 另外還有坎蝦科和三脊蝦科這兩個已滅絕科。
- 龍蝦科 Palinuridae Latreille, 1802
- 蟬蝦科 Scyllaridae Latreille, 1825
- †坎蝦科（英语：Cancrinos） Cancrinos Beurlen, 1930
- †三脊蝦科（英语：Tricarina）? Tricarina Feldmann et al., 2007

兩個現存科的化石記錄都可以追溯到白堊紀。 另外兩個化石科都只有一個屬， 其中坎蝦科生活於侏羅紀至白堊紀之間。 也有人認為無螯下目的化石記錄可以追溯到3億4100萬年前。

## 外部連結
- 维基共享资源上的相關多媒體資源：無螯下目